# جورج فريدريك كونز
جورج فريدريك كونز (بالإنجليزية: George Frederick Kunz) هو عالم معادن ‏ أمريكي، ولد في 29 سبتمبر 1856 في نيويورك في الولايات المتحدة، وتوفي بنفس المكان في 29 يونيو 1932.